# خس سيبيري
الخس السيبيري نوع ينتمي إلى جنس الخس من الفصيلة النجمية.

## الموئل والانتشار
ينتشر في سيبيريا وإسكندنافيا وكوريا ومنغوليا.

## الوصف النباتي
نبات عشبي ثنائي الحول. الأوراق متموضعة مباشرة على الساق (دون عنيقة)، ولها أشواك صغيرة على جانبيها وفي الوسط.